# 노라시

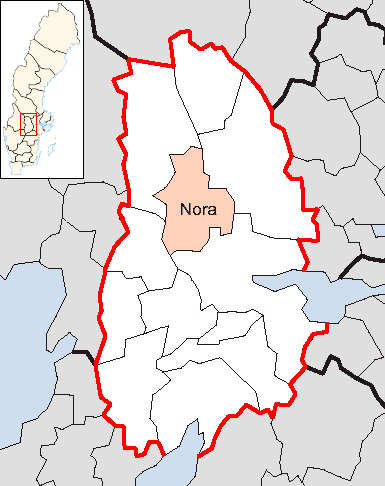
노라 시의 위치

노라시(스웨덴어: Nora kommun)는 스웨덴 외레브로주에 위치한 지방 자치체로 행정 중심지는 노라이며 면적은 690.82km2, 인구는 10,665명(2016년 12월 31일 기준), 인구 밀도는 15명/km2이다.

시 문장